# Екзорцизм

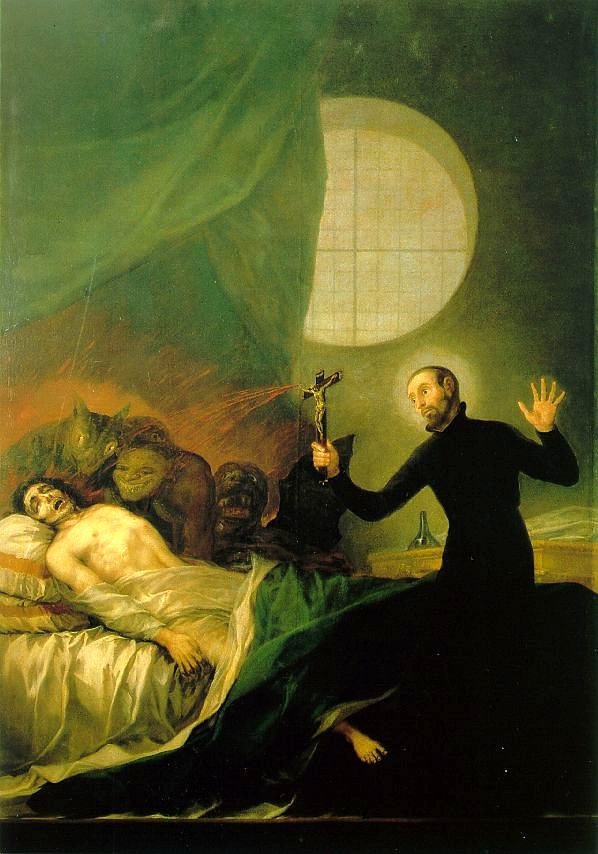
Святий Франциск Борджіа виганяє демонів із людини, котра помирає, картина Франсіско-Хосе де Гоя

Екзорци́зм,вичитка (від грец. ἐξορκισμός) — обряд вигнання бісів та інших надзвичайних істот з одержимої від них людини, за допомогою молитви та певних ритуалів. Уявлення про екзорцизм мають давню історію та є складовою частиною системи вірувань у багатьох релігіях і культах. Особа, яка здійснює екзорцизм, називається екзорцистом.

## Екзорцизм включає в себе
- Встановлення способу та причини одержимості
- Визначення імені
- Читання молитов
- Кроплення святою водою

З точки зору релігії, щоб людина не піддавалася нападкам бісів знову, вона повинна почати боротися зі своїми гріхами, через які вона дала владу над собою злим духам. Такими гріхами можуть бути не тільки явні «смертні гріхи» або боговідступництво, але й очевидні улюблені погані звички, та більш тонкі пристрасті: осудження і наклеп, обжерливість, бажання викликати заздрість до себе, честолюбство і грошолюбство, та ін.

## Історія
Вчення про злих чи добрих духів, що вселилися в людей, і як їх виганяти існувало в шаманізмі задовго до християнства. Однак, ґрунтуючись на Біблії, християнство вважає, що першим був Ісус Христос, який вилікував багатьох біснуватих: «Коли ж Він прийшов до дому, сліпі приступили до Нього. І говорив їм Ісус: чи ж вірите ви, що Я можу це зробити? Вони кажуть Йому: так, Господи! Тоді він доторкнувся до їхніх очей і сказав: по вірі вашій нехай буде вам. І відкрилися очі їх» (Євангеліє від Луки гл. 9 ст. 27). «Тоді привели до Нього біснуватого німого сліпця і зцілив його, так що німий став говорити та бачити» (Євангеліє від Матвія гл. 12 ст. 22).
Також в Євангелії описано, як Ісус Христос зціляє сильно одержимого, що жив у гробах цвинтаря, і що вилетіли з того біси по велінню Ісуса Христа, вселилися в свиней і вбили стадо свиней звелівши їм кинутися зі скелі, і влада бісів над людьми припинилася. Християни вважають, що від Бога мають дар святі Апостоли, а також багато інших святих, котрі також змогли істинно виганяти нечисть з людей. Екзорцизм був серед перших християн в перші віки нашої ери. Згідно зі слів Ісуса Христа: «Цей рід виганяється тільки молитвою і постом» (Мт. 17:21), тобто строгим християнським життям.
Сучасна католицька церква готує екзорцистів в університеті «Athenaeum Pontificium Regina Apostolorum». В ієрархії римо-католицької церкви був чин екзорциста до Другого Ватиканського собору, після чого чин екзорциста був скасований в «motu proprio» Папи Римського Павла VI «Ministeria quaedam» 15 серпня 1972 р., та в інструкції Конгрегації богослужіння і Таїнств «Immensae caritatis» 29 січня 1973 р. Як інші малі чини, чин екзорциста зберігається в традиціоналістських спільнотах (наприклад у «Братстві Святого Петра»). Історично екзорцистів відносили до малих чинів кліру (лат. ordines minores), до числа яких відносили також і остіаріїв, читців та аколітів. Цей чин з'явився в католицькій церкві в XVI ст., після Тридентського собору. Назва не мала прямого відношення до сучасного розуміння цього слова (священники виганяючі бісів також називаються екзорцистами), і було пов'язано з обрядом екзорцизму під час святого Таїнства Хрещення, для очищення катехуменів (оглашених) від первородного гріху. Початково здійснювати цей обряд було одним із обов'язків екзорцистів, але згодом цей обряд Хрещення став здійснювати священник. Екзорцисти під час меси, як інші малі чини, одягалися в «суперпеліцеум». Часто екзорцистат розглядався як початкова ступінь для отримання священничого сану диякона.
В православній церкві практика «вичитки» (екзорцизму) також була і є, з використанням «Большого требника» Петра Могили, як католицький вплив на Київську духовну школу XVII ст.[джерело?], і виключно з дозволу єпископа. Оскільки слухати бісів на думку Святих Отців є небезпечно, то практику екзорцизму деякі припиняють. Адже не всі християни ведуть святий образ життя, а для успіху екзорцизму вимагається святість екзорциста.
Деякі протестантські деномінації з ентузіазмом проводять обряди екзорцизму.
Екзорцизм також відомий в Ісламі, під назвою «вигнання джина» (обряд практично схожий).

## Медичний підхід
Сучасна медицина розглядає одержимість як окремий випадок психічного розладу. Так званим одержимим притаманні класичні симптоми істерії, маніакального синдрому, психозу, синдрому Туретта, епілепсії, шизофренії або роздвоєння особистості. У випадку роздвоєння особистості 29 % опитаних «альтер его» вважало себе «демоном». Крім того, існує форма мономанії (різновид параної), яка називається демономанія або демонопатія, при якій пацієнт вірить, що він одержимий одним або декількома демонами. Випадки зцілення через екзорцизм учені пов'язують з ефектом плацебо і самонавіюванням. Деякі люди, які вважали себе «одержимими», насправді страждали нарцисизмом або низькою самооцінкою і діяли як «одержимі демоном», щоб привернути до себе увагу. З точки зору вчених християн ставлення до такої позиції деяких учених є, як до «духовно сліпих, матеріалістів і навіть атеїстів».[виправити стиль] Бо лише невіра в існування духовного світу (а значить і заперечення існування Бога) може змушує обґрунтовувати все виключно суб'єктивно матеріалістичним підходом, на якому побудована сучасна наукова психіатрія. У відповідь психіатри піддають препаруванню сам досвід православ'я і говорять, зокрема, про «постнавіюваний екзорцизм», коли симптоми розвиваються під впливом авторитетного сугестора — в даному випадку, священника — який часто зцілює від породжених ним же симптомів.
Будь-яка психотерапевтична методика має свої протипокази, тож ритуал екзорцизму не можна застосовувати для лікування гострих станів шизофренії, епілепсії, психозів, розумової відсталості.[недоступне посилання з липня 2019]

## Фільмографія
- Останнє вигнання диявола (2010)
- Екзорцизм (2006)
- Острів (2006)
- Шість демонів Емілі Роуз (2005)
- Виганяючий диявола (1973)
- Ритуал
- Одержима (2012)
- Закляття (1, 2)

У фільмі «Острів» показано, як насправді може відбуватися вигнання біса.
У фільмі «Шість демонів Емілі Роуз» показаний досвід вигнання бісів, що закінчився летальним результатом. Фільм заснований на реальних подіях 1976 р. — сеансу вигнання диявола з молодої дівчини, яка померла. Священникові-екзорцисту, що проводив обряд, було пред'явлено звинувачення у вбивстві, хоча процес офіційно був ініційований католицькою церквою. Священник вивчав історію появи на землі демона, що погубив дівчину, і намагався довести у суді факт існування надприродних сил і їх здатність втручатися в життя людей (фактичні імена головних героїв і місце подій у фільмі змінені).
У фільмі «Закляття» розповідається про три принципи діяння демонічних сил, а також описуються ознаки присутності демонічної сили. Також показано, що буває з людьми, якщо вони в них вселяються.